# 史贻直墓
史贻直墓，位于江苏省常州市溧阳市，是中华人民共和国江苏省文物保护单位之一。
2006年6月5日，授予江苏省文物保护单位，是清朝重臣史贻直的墓葬。